# Indian Springs Village (Alabama)
Indian Springs Village (Auch Indian Springs) ist ein kleiner Vorort von Birmingham im Shelby County im US-Bundesstaat Alabama. Das U.S. Census Bureau hat bei der Volkszählung 2020 eine Einwohnerzahl von 2481 ermittelt.
Die Stadt Indian Spring Village wurde am 16. Oktober 1990 gegründet. Anfangs wurden die Stadtratssitzungen noch in der Indian Springs School abgehalten, bis 1995 die erste Town Hall eröffnet wurde.
Hoover grenzt im Norden an die Stadt und Meadowbrook im Nordosten. Pelham umschließt im Süden mit dem Oak Mountain State Park Indian Springs Village. Die Interstate 65 verläuft westlich von Indian Springs Village. Die Alabama State Route 119 verläuft als Cahaba Valley Road in Ost-West-Richtung durch den Ort.
Im Stadtgebiet befinden sich 7 Schulen. Die älteste und größte Schule ist die 1952 gegründete weiterführende Privatschule Indian Springs School mit angeschlossenem Internat.

## Persönlichkeiten
- Michael McCullers (* 1971), Drehbuchautor und Regisseur
- John Green (* 1977), Schriftsteller, besuchte die Indian Springs School.